# Piraterie sur le lac Nicaragua

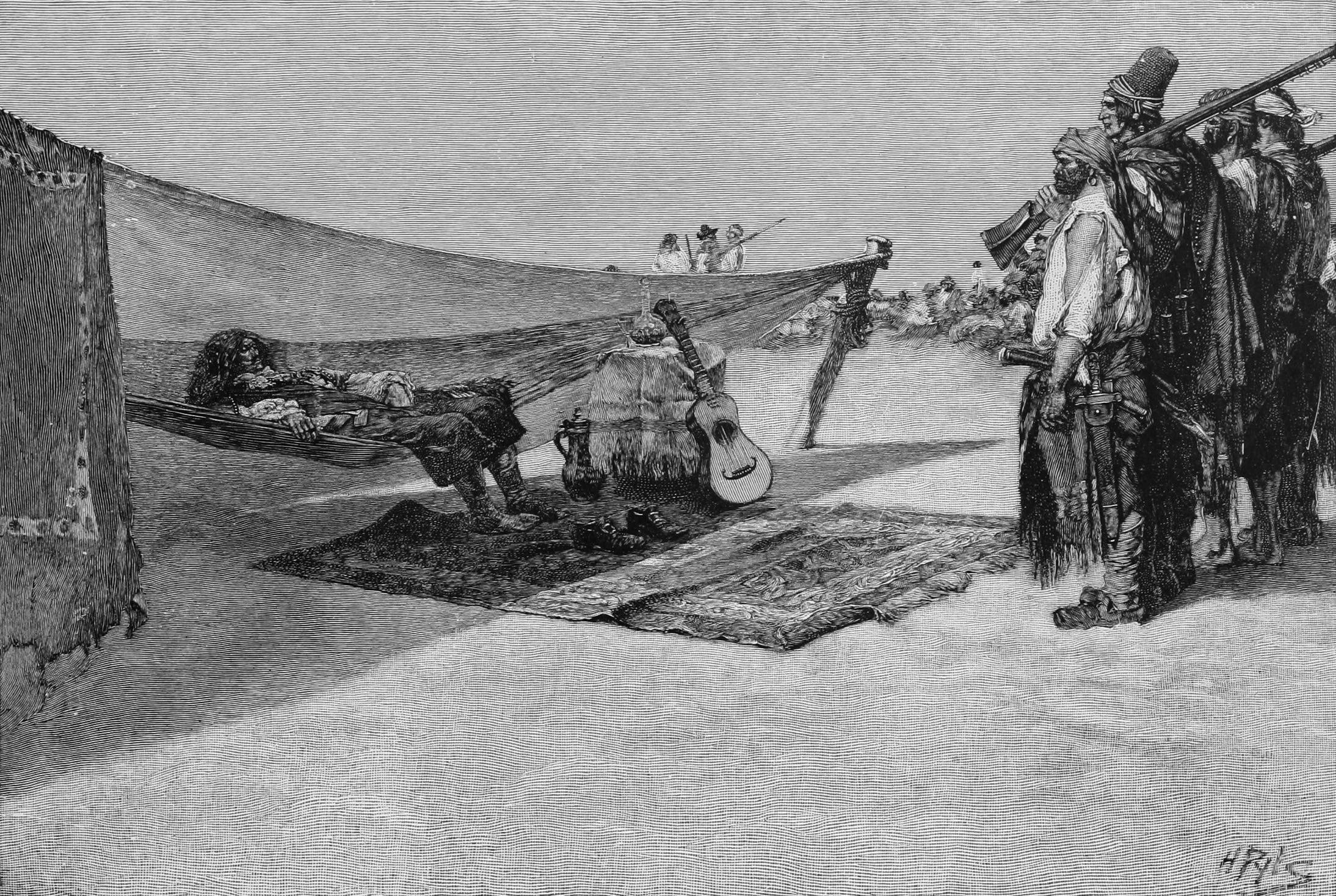
Une image représentant Henry Morgan recrutant des pirates

La piraterie sur le lac Nicaragua fait référence à une période de l'histoire du Nicaragua s'étendant de 1665 à 1857 quand les pirates et flibustiers caribéens étaient actifs sur le lac et les côtes voisines. La ville espagnole de Granada, située sur le lac, était un centre commercial important pour la majeure partie de son histoire et fut par conséquent une cible majeure pour les pirates tels que Henry Morgan et William Walker.